# ジョン・ウェルシュ (ラグビー選手)
ジョン・ウェルシュ（Jon Welsh, 1986年10月13日 – ）は、スコットランドのラグビーユニオン選手。ポジションはプロップ。ニューカッスル・ファルコンズ所属。